# آلیس پاریسی
آلیس پاریسی (انگلیسی: Alice Parisi؛ زادهٔ ۱۱ دسامبر ۱۹۹۰) بازیکن فوتبال اهل ایتالیا است.

وی همچنین در تیم ملی فوتبال زنان ایتالیا بازی کرده‌است.